# جرج ای. فاکس
جرج ای. فاکس (انگلیسی: George E. Fox؛ زادهٔ ۱۷ دسامبر ۱۹۴۵) یک میکروبیولوژیست اهل ایالات متحده آمریکا است. او در سال ۱۹۷۷ میلادی به همراه کارل ووز باستانیان را به عنوان فرمانرویی جدید طبقه‌بندی کرد.